# Закон Меган
Закон Ме́ган (англ. Megan's Law) — название принятого в 1994 году федерального закона и негласное наименование последующих законов США, обязывающих правоохранительные органы предоставить открытый доступ общественности к сведениям базы данных о находящихся на учёте лиц, совершивших половые преступления. Законы были приняты как ответная мера на убийство Меган Канка. Закон Меган федерального уровня был принят в качестве подраздела закона Джейкоба Веттерлинг, который ранее в том же году ввёл требование об обязательном учёте лиц, совершивших половые преступления. Поскольку до трагедии с Меган только в некоторых штатах существовало подобное правило, то федеральный закон позволяет привести правоприменительную практику в соответствие с обоими законами.
Отдельные штаты самостоятельно решают, какие сведения будут находиться в открытом доступе и как они будут распространяться. Обычно это имя и фамилия преступника, его фотография, место жительства, дата заключения и описание преступления, за которое тот был осуждён. Эти данные обычно размещаются на веб-сайтах с открытым доступом, хотя могут быть напечатаны в газетах, а также распространяться при помощи буклетов.
На федеральном уровне закон Меган обязывает лиц, осуждённых за совершение половых преступлений в отношении несовершеннолетних, уведомлять местные правоохранительные органы о любых изменениях своего места жительства и работы после освобождения из мест лишения свободы (тюрьмы, психиатрической лечебницы). Подобное требование может быть установлено в течение определённого времени (обычно около десяти лет) или бессрочно. Некоторые штаты обладают правом вести учёт лиц, совершивших любое половое преступление, даже если оно не было совершенно в отношении ребёнка. Эта фелония в большинстве штатов делается с целью не обновлять и не вести постоянный учёт.
Оба закона нацелены как на оповещение общественности, так и для осведомления сотрудников правоохранительных органов. Вопрос о том, что предоставлять в качестве учётных сведений и как зависит от власти отдельно взятого штата, а в некоторых требования многократно изменялись и после принятия закона Меган. Так закон Адама Уолша дополнил закон Меган новыми требованиями предъявляемыми к ведению учёта и трёхуровневую систему классификации лиц, совершивших половые преступления.

## История
Предшественником закона Меган был закона Джейкоба Веттерлинг, который был принят в том же 1994 году ввёл требование об обязательном учёте лиц, совершивших половые преступления, но доступ ограничивался только сотрудниками правоохранительных органов, хотя и допускалось обнародование сведений в тех случаях, когда это применялось с целью защиты населения. Однако после получившего широкую известность изнасилования и убийства семилетней Меган Канка, совершённого жившим по соседству Джесси Тиммендекасом, ранее дважды судимым за половые преступления против несовершеннолетних, родители Меган Ричард и Морин Канка объявили крестовый поход с целью добиться внесения изменений в законодательство, требуя сделать обязательным оповещение общества о лицах совершивших половые преступления, поскольку постановка на учёт введённая законом Веттерлинга оказалась недостаточной мерой защиты. Они указывали на то, что если бы им была известная преступная сторона жизни Тиммендекаса, то их дочь сейчас бы была жива. Депутат Пол Крамер в 1994 году обеспечил внесение пакета из семи законопроектов в Генеральную ассамблею Нью-Джерси, впервые получивших название закон Меган. Законопроект был принял спустя 89 дней со дня смерти Меган, сделав обязательным уведомление общественности о соседстве с лицами осуждёнными за половые преступления. До трагедии с Меган лишь пять штатов в соответствии с законом Веттерлинга вели учёт лиц, совершивших половые преступления.
Закон штата Нью-Джерси стал основой для последующего федерального закона, проект которого в Палату представителей Конгресса США внёс конгрессмен Дик Зиммер. 17 мая 1996 года президент США Билл Клинтон подписал федеральный закон Меган, ставший поправкой к закону Веттерлинга.

### Международный закон Меган
8 февраля 2016 года президент США Барак Обама подписал международный закон Меган, который ввёл обязательное уведомление правоохранительных органов тех государств, куда лицо, совершившее половые преступления в США, собирается приехать. В законе содержится требование к выезжающему лицу получить особый визуальный «уникальный идентификатор», который заносится в паспорт, а также уведомить правоохранительные органы за 21 день до предполагаемого отъезда.

## Общественное оповещение
Штаты США различаются в своих подходах к раскрытию сведений о лицах, совершивших половые преступления. В некоторых штатах о них становится известно общественности через веб-сайты закона Меган. В других же в открытом доступе находятся только наиболее опасные преступники, а остальные подучётные лица доступны лишь сотрудникам правоохранительных органов. В соответствии с законом Адама Уолша допускается исключение из открытого доступа подучётных лица уровня I после освобождения. На других категории это не распространяется. Это побудило некоторых лиц, находящихся на учёте, переехать в те штаты, где указанные минимальные требования исполняются.

## Критика
Некоторые люди выражают своё сомнение в том, что ведение учёта лиц, совершивших половые преступления, является хорошей идеей, поскольку считают нынешние критерии ограниченными и неоднозначными. Некоторыми исследователями отмечается несущественное статистическое изменение тенденции половых преступлений после введения баз данных учёта лиц их совершивших. Другие полагают, что рецидив может быть снижен с помощью применения закона Уолша, в то время как лишь некоторые из них обнаружили статистически значимое увеличение количества половых преступлений в отношении несовершеннолетних после введения указанного закона. Управление программ правосудия отмечало, что, возможно, учёт лиц, совершивших половые преступления, и требования об уведомлении были воплощены без предварительного эмпирического обоснования их пригодности.
Women Against Registry, Reform Sex Offender Laws, Inc. и Human Rights Watch посчитали принятый закон слишком расплывчатым и хорошим поводом для вигилантов.
Ассоциация за лечение сексуальных насильников высказалась против произвольного поставления на учёт лиц, совершивших половые преступления, без предварительной научной оценки риска рецидива.
Также с критикой выступала адвокат жертв насильников Пэтти Веттерлинг.